# WEBQU
WEBQUとは、早稲田大学教授の河村茂雄が開発した学級経営アセスメントツール「Q-U」のWeb版。インターネット環境があれば利用できる学級経営サポートシステムであり、児童生徒の学級満足度をアンケート実施日当日に把握することが可能。2018年から試験的に提供を始め、2019年4月より本格的な提供を開始。
図書文化社が版元となっている「Q-U」と異なり、「WEBQU」は株式会社WEBQU教育サポートによる提供となっている。株式会社WEBQU教育サポートの代表取締役である河村志野は早稲田大学教授である河村茂雄の息女。

## 沿革
- 2018年
  - 1月22日 - 株式会社WEBQU教育サポート設立
  - 10月 - トライアル実施

- 2019年
  - 4月 - サービス開始